# Campeonato Brasileiro de Futebol Feminino de 2017 - Série A2
A Série A2 do Campeonato Brasileiro Feminino de 2017 foi a primeira edição deste evento esportivo, um torneio nacional de futebol feminino organizado pela Confederação Brasileira de Futebol (CBF). O campeonato teve início em 10 de maio e terminou em 26 de julho.
Nesta edição, o Pinheirense consagrou-se campeão, vencendo a decisão contra a Portuguesa pela regra do gol qualificado.

## Formato e participantes
Na primeira edição, os 16 participantes foram divididos em dois grupos, pelos quais enfrentaram os adversários do próprio chaveamento em turno único. Ao término, classificaram-se para as semifinais os dois melhores de cada.
| Federação                                                   | Participantes   |
| ----------------------------------------------------------- | --------------- |
| Alagoas                                                     | UDA             |
| Ceará                                                       | Caucaia         |
| Distrito Federal                                            | CRESSPOM        |
| Goiás                                                       | Aliança         |
| Maranhão                                                    | JV Lideral      |
| Maranhão                                                    | Viana           |
| Mato Grosso                                                 | Mixto           |
| Minas Gerais                                                | América Mineiro |
| Pará                                                        | Pinheirense     |
| Pará                                                        | Tuna Luso       |
| Paraíba                                                     | Botafogo-PB     |
| Pernambuco                                                  | Náutico         |
| Piauí                                                       | Tiradentes-PI   |
| Rio de Janeiro \|style="text-align: left;"\|Duque de Caxias |                 |
| São Paulo                                                   | Centro Olímpico |
| São Paulo                                                   | Portuguesa      |

## Primeira fase
A primeira rodada da fase de grupos da Série A2 começou no dia 10 de maio e terminou em 28 de junho. Caucaia, Pinheirense, Portuguesa e Tiradentes se classificaram.

### Grupo A
- O Viana foi punido pelo STJD com a perda de três pontos.

### Grupo B
- O CRESSPOM foi punido pelo STJD com a perda de seis pontos.

## Fases finais
Os primeiros confrontos das semifinais foram disputados em 5 de julho. Na ocasião, Pinheirense e Tiradentes venceram Caucaia e Portuguesa, respectivamente. O Pinheirense, inclusive, garantiu a classificação após golear o adversário na segunda partida. Por sua vez, a Portuguesa reverteu a desvantagem e eliminou o Tiradentes.
No dia 19 de julho, o Pinheirense derrotou a Portuguesa, pelo placar mínimo, na primeira partida da decisão, disputada no estádio do Canindé, em São Paulo. Uma semana depois, o clube paraense conquistou o título pelo gol qualificado.
|  | Semifinais    | Semifinais        | Semifinais | Semifinais |   |            | Final | Final | Final | Final |
|  |               |                   |            |            |   |            |       |       |       |       |
|  | Tiradentes-PI | 1                 | 1          | 2          |   |            |       |       |       |       |
|  | Portuguesa    | 0                 | 3          | 3          |   |            |       |       |       |       |
|  | Portuguesa    | 0                 | 3          | 3          |   | Portuguesa | 1     | 1     | 2     |       |
|  |               |                   |            |            |   | Portuguesa | 1     | 1     | 2     |       |
|  |               | Pinheirense (gf.) | 2          | 0          | 2 |            |       |       |       |       |
|  | Caucaia       | Pinheirense (gf.) | 2          | 0          | 2 | 1          | 0     | 1     |       |       |
|  | Caucaia       |                   |            |            |   | 1          | 0     | 1     |       |       |
|  | Pinheirense   | 2                 | 6          | 8          |   |            |       |       |       |       |

- Em itálico, os clubes que possuem o mando de jogo no confronto. Em negrito, os vencedores.

### Geral
- «Campeonato Brasileiro de Futebol Feminino de 2017 - Série A2». Confederação Brasileira de Futebol. Consultado em 23 de janeiro de 2023. Cópia arquivada em 30 de outubro de 2021
- «Regulamento Específico da Competição Campeonato Brasileiro Feminino A-2 de 2017» (PDF). Confederação Brasileira de Futebol. Consultado em 23 de janeiro de 2023. Cópia arquivada (PDF) em 28 de outubro de 2021

### Específicas
1. ↑  «Feminino A-2: confira os detalhes da nova taça». Confederação Brasileira de Futebol. 19 de julho de 2017. Consultado em 23 de janeiro de 2023. Cópia arquivada em 23 de janeiro de 2023
2. ↑  «Tabela detalhada da Semifinal da Série A-2». Confederação Brasileira de Futebol. 29 de junho de 2017. Consultado em 23 de janeiro de 2023. Cópia arquivada em 23 de janeiro de 2023
3. ↑  «Portuguesa e Tiradentes decidem vaga na final». Confederação Brasileira de Futebol. 11 de julho de 2017. Consultado em 23 de janeiro de 2023. Cópia arquivada em 13 de setembro de 2019
4. ↑  «Pinheirense e Caucaia duelam por vaga na final». Confederação Brasileira de Futebol. 12 de julho de 2017. Consultado em 23 de janeiro de 2023. Cópia arquivada em 23 de janeiro de 2023
5. ↑  «Decisão! Lusa e Pinheirense fazem primeiro jogo». Confederação Brasileira de Futebol. 19 de julho de 2017. Consultado em 23 de janeiro de 2023. Cópia arquivada em 23 de janeiro de 2023
6. ↑  «Pinheirense vence Portuguesa e se aproxima do título da Série A2 Feminino». GloboEsporte.com. 19 de julho de 2017. Consultado em 22 de janeiro de 2023. Cópia arquivada em 23 de julho de 2017
7. ↑  «Pinheirense perde para Portuguesa por 1 a 0, mas leva o título da Série A2». GloboEsporte.com. 26 de julho de 2017. Consultado em 22 de janeiro de 2023. Cópia arquivada em 2 de setembro de 2017